# Posey megye
Posey megye az Amerikai Egyesült Államokban, azon belül Indiana államban található. Megyeszékhelye és legnagyobb városa Mount Vernon. Lakosainak száma 25 222 fő (2020. április 1.). Posey megye Gibson, Vanderburgh, Henderson, Union, Gallatin és White megyékkel határos.

## Népesség
A megye népességének változása:
| Lakosok száma | 25 874 | 25 673 | 25 589 | 25 486 | 25 512 | 25 222 |
|               | 2010   | 2011   | 2012   | 2013   | 2015   | 2020   |